# 8914 Nickjames
8914 Nickjames este un asteroid din centura principală de asteroizi.

## Descriere
8914 Nickjames este un asteroid din centura principală de asteroizi. A fost descoperit pe 25 decembrie 1995 la Stakenbridge de Brian G. W. Manning. El prezintă o orbită caracterizată de o semiaxă mare de 3,00 ua, o excentricitate de 0,10 și o înclinație de 11,2° în raport cu ecliptica.